# Clubiona rainbowi
Clubiona rainbowi är en spindelart som beskrevs av Roewer 1951. Clubiona rainbowi ingår i släktet Clubiona och familjen säckspindlar. Inga underarter finns listade i Catalogue of Life.